# Sophia Fry
Pour les articles homonymes, voir Fry.
Sophia Fry plus tard Lady Fry, née le 11 juin 1837 à Darlington (Royaume-Uni) et morte le 30 mars 1897 à Biarritz, est une militante politique britannique, connue pour avoir fondé la Women's Liberal Federation.

## Biographie
Sophie Pease naît à Darlington dans une famille quaker et libérale sur le plan politique. Son père, John Pease est directeur du Stockton and Darlington Railway et sa mère Sophia Pease est également quaker. Sa sœur Mary Anna et elle sont éduquées à domicile puis durant une année,  dans une école de Frenchay, où elle fait la connaissance de Sarah Sturge et Theodore Fry qu'elle épouse en 1862. Elle s'intéresse aux questions d'éducation et organise des formations hebdomadaires pour les élèves-enseignants et des cours de cuisine.
Sophia Fry a huit enfants. Elle est l'une des fondatrices de l'école quaker Girls 'Friends Day School à Bristol et est active au North of England College, dirigé par la British and Foreign School Society.
Lors des élections générales de 1880, Theodore est élu député de Darlington et Sophia fonde une association libérale de femmes en 1881. Elle fait campagne pour le Parti libéral et, en 1886, elle invite quinze responsables d'associations libérales chez elle pour discuter de la formation d'une fédération nationale. La Women's Liberal Federation (WLF) est créée à Londres en 1887, et Fry en devient la secrétaire honorifique (c'est-à-dire bénévole),. Le WLF compte déjà 75000 membres en 1892.
En 1892, la WLF se divise sur l'opportunité de soutenir le droit de vote des femmes. Alors que Fry était à titre personnel en faveur du droit de vote, elle estime que cette question diviserait les membres de la WLF et que celle-ci ne devait pas prendre officiellement position à ce sujet. Aussi, lorsque la loi est votée, elle quitte le WLF et fonde une nouvelle association, la Women's National Liberal Association, dont elle devient vice-présidente.
Théodore Fry est nommé baronnet en 1894 et elle prend le titre de Lady Fry. En 1896, le couple part en vacances en Italie, mais elle subit un grave accident. Puis elle meurt, l'année suivante, le 30 mars 1897 à Biarritz.